# Oswaldo Maciá
Pour les articles homonymes, voir Maciá et Macia.
Oswaldo Maciá, né le 14 septembre 1960 à Carthagène des Indes (Colombie), est un sculpteur colombien.

## Liminaire
Né à Carthagène des Indes, en Colombie, Oswaldo Maciá est basé à Londres et au Nouveau-Mexique, aux États-Unis. Il travaille principalement avec le son et l'odorat. Dans son travail, il s'efforce « d'étendre le sens de la sculpture » au-delà d'une compréhension oculaire centrée des arts.

## Biographie
Oswaldo Maciá grandit dans la ville caribéenne de Carthagène des Indes où, en 1976, il fréquente l'École des Beaux-Arts à l'âge de 16 ans et obtient son diplôme en 1980. À l'âge de 20 ans, il s'installe à Bogota. Il étudie la publicité à l'Université Jorge Tadeo Lozano (es) en 1982 qu'il quitte après cinq semestres pour devenir artiste à plein temps. Il enseigne les Beaux-Arts à l'Université Jorge Tadeo Lozano à partir de 1985 avant de s'installer à Barcelone en 1989 où il étudie pour obtenir une maîtrise en peinture murale à l'École des Beaux-Arts de Llotja.
Maciá crée des sculptures olfactives et acoustiques qui ont été exposées dans le monde entier. Son travail est conservé dans des collections internationales, notamment Tate et Daros Latinamerica (de). Ses sculptures ont été incluses dans de nombreuses expositions temporaires à grande échelle et présentations personnelles sur quatre continents.
Il travaille l'odorat, collaborant régulièrement avec un maître parfumeur pour créer des senteurs uniques en réponse à ses recherches. Les éléments visuels de son travail comprennent des sculptures, des installations adaptées au site et des dessins d'exécution montrant les processus de sa réflexion. Il utilise souvent des objets familiers pour contenir la composante olfactive — par exemple une benne à ordures industrielle dans « Memory Skip » (1995), une baignoire dans « Under the Horizon » (2010) et une série d'aquariums dans « Library of Cynicism » (2014).
En 2018, Oswaldo Maciá présente une nouvelle œuvre lors de la première Biennale Riboca à Riga, en Lettonie et est nommé par l'Office for Contemporary Art Norvège pour une résidence Artica à Svalbard.
Oswaldo Maciá cherche dans ses œuvres à susciter des questions : comme il le déclare dans son manifeste (1994-présent).

## Œuvres clés
En 2021, la sculpture de Maciá « Something Going on Above My Head » (1995-1999) est présentée à la Tate Modern après avoir été exposée en 2015 à la Tate Britain. Cette installation sonore comprend seize haut-parleurs qui jouent une symphonie de deux mille chants d'oiseaux venus d'Afrique, des Amériques, d'Asie et d'Europe. Pendant cinq ans, l’artiste a collecté des cris d’oiseaux provenant d’archives ornithologiques internationales et d’audiothèques. Il les retravailla en une symphonie, composée selon les hauteurs des oiseaux. Cette sculpture a été exposée à X-Teresa, Mexico DF en 1999 ; Galerie Whitechapel, à Londres en 2000 ; Événement Uppsala, Suède en 2000 ; Biennale de Tirana, Albanie, en 2001 ; Afroamerica, Haïti en 2002 ; Musée national Centre d'Art Reina Sofía, Madrid en 2003 ; La centrale électrique de Toronto en 2003 ; Haunch of Venison, Londres en 2004 ; à la Daros Collection, Zurich en 2005 ; et à la 51e Biennale de Venise en 2005.
Lors de Manifesta 9 en Belgique (2012), Oswaldo Maciá a présenté « Martinete » (2011-2012), une sculpture olfactive-acoustique sur laquelle il a commencé ses recherches pour la Biennale de Porto Alegre 2011 au Brésil. Située dans le tunnel d'une mine de charbon désaffectée, cette sculpture est composée des sons de cinq enclumes frappées selon un rythme lent et répétitif, appelé martinete. À chaque extrémité du tunnel se trouvait une composition olfactive spécialement composée. À l'entrée, une odeur de « concombre » évoque la fraîcheur et la familiarité. Au bout du tunnel, une « odeur de métal » évoquait les enclumes, symbole du passé industriel récent.